# 芝加哥期权交易所
芝加哥期权交易所（CBOE）（英語：Chicago Board Options Exchange）位于芝加哥西范布伦拉萨勒街433号，是美国最大的期權交易所，2014年底年交易量约为12.7亿美元。CBOE提供超过2,200家公司、22个股價指數和140种交易型开放式指数基金的期权。
芝加哥期貨交易所于1973年成立了芝加哥期权交易所。这家提供标准化合约的交易所于1973年4月26日开始首日交易，以庆祝芝加哥期货交易所成立125周年。芝加哥期货交易所受美国证券交易委员会监管，并归芝加哥期货交易所全球市场公司所有。

## 提供的合约
芝加哥期权交易所（和其他国家期权交易所）提供以下及其他选项：
- 标准普尔500指数（SPX）
- 标准普尔100指数（OEX）
- 道琼斯工业平均指数（DJX）
- 纳斯达克100指数（NDX）
- 罗素2000指数（RUT）
- 标准普尔500综合指数预托证券（英语：Standard & Poor's Depositary Receipts）（SPY）
- 纳斯达克100指数ETF（QQQ）
- 纳斯达克综合指数（ONEQ）
- 标普拉丁美洲40指数（ILF）
- 标普中盘400指数
- 科恩-斯蒂尔斯（英语：Cohen & Steers）金融房地产主要指数（ICF）
- 威尔希尔5000全市场指数（英语：Wilshire 5000）（VTI）
- MSCI EMIF（EEM）
- MSCI EAFE（EFA）
- 道琼斯工业指数股票型基金（DIA）
- 新华富时中国25指数（FXI）
- 巴西圣保罗证券交易所（EWZ）
- 微软（MSFT）
- 通用电气（GE）
- 奥驰亚（MO）
- 比特币（XBT）

CBOE计算并发布CBOE波动率指数（VIX）、CBOE标准普尔500指数和其他指数。